# Phrudus compressus
Phrudus compressus là một loài tò vò trong họ Ichneumonidae.